# Populärkunst
Populärkunst bezeichnet sowohl Produkte der verschiedenen Sparten der „Kulturindustrie“ wie auch das Schaffen von Einzelpersonen, das sich an populären Trends ausrichtet. Der Begriff ist sehr unscharf und befindet sich in einem Wandlungsprozess von einer ursprünglich negativen Bedeutung hin zu einem in der Wissenschaft neutral verwendeten Begriff.
Der Begriff Populärkunst trat an die Stelle des Begriffs Volkskunst, wenn ein Aktuelles, scheinbar Kurzlebiges vom Einfachen, aber Traditionellen abgegrenzt werden sollte. Volkskunst speist sich anscheinend aus Traditionen und Riten, die Populärkunst dagegen holt ihre Anregungen aus dem aktuellen Geschehen, vor allem in den Massenmedien und den Produkten der Unterhaltungsindustrie. Volkskunst gehörte ursprünglich zur Kultur des Dritten Standes, die sich von der Kultur der Adligen mit zunehmendem Selbstbewusstsein abgrenzte und vom Bildungsbürgertum aufgewertet wurde. Diese Volkskunst wurde ihrerseits zum Exklusiven und somit von einer Massenkultur abgegrenzt. Das Volkslied in Europa ist scheinbar traditioneller als der Popsong, war aber bei genauer Betrachtung nicht weniger mit aktuellen Medien des 18./19. Jahrhunderts wie dem Schulbuch verknüpft. Insofern ist „Volkskunst“ ein Ideal oder eine Ideologie, während der Begriff Populärkunst alles de facto Beliebte umfasst, das oft von den Produkten einer Hochkultur abgegrenzt wird.
Die Beziehung zwischen der Hochkultur und der vom Kunstbetrieb akzeptierten Kunst einerseits und der Populärkunst andererseits zeichnet sich durch ein wechselseitiges Spannungsverhältnis aus. Einerseits grenzt sich die (hohe) Kunst von der auf Unterhaltung und Kommerz ausgerichtete Populärkunst ab, andererseits dient die Populärkunst, wie vorher die Volkskunst, als immer neue Inspirationsquelle für eine zeitgemäße Kunstproduktion. Besonders in der E-Musik der 1920er und 1930er Jahre finden sich hierfür viele Beispiele wie Schostakowitschs oder Kreneks Übernahme von Jazz-Motiven. Die Durchdringung der verschiedenen Musikbereiche hat inzwischen dazu geführt, dass außerhalb des deutschsprachigen Raumes die Unterteilung in E-, U- und F-Musik nicht mehr üblich ist. 
In der Bildenden Kunst ist der Bezug der Künstler der Pop Art auf die Mainstream-Comics ein bekanntes Beispiel für die Annäherung an die Populärkunst. Auch Design und Bildende Kunst haben sich mittlerweile einander angenähert.